# Трухан, Павел Витальевич
Павел Витальевич Трухан (укр. Павло Віталійович Трухан, позывной — Лютый; 12 июля 1995, Держановка — 28 апреля 2023, Белогоровка) — украинский военнослужащий, младший лейтенант, участник российско-украинской войны. Герой Украины (2024, посмертно).

## Биография
Родился в селе Держановка Носовского района Черниговской области в многодетной семье, где воспитывались семеро детей. Его мать была удостоена звания «Мать-героиня».
В 2015 году Павел Трухан заключил контракт на службу в рядах Национальной гвардии Украины. С началом полномасштабного вторжения России в Украину в 2022 году он вернулся к службе и занимал должность командира пулемётного взвода 4-го батальона Северного оперативно-территориального объединения Национальной гвардии Украины.
Его подразделение выполняло боевые задачи на окраине посёлка Белогоровка в Северодонецком районе Луганской области. 28 апреля 2023 года, во время штурма и миномётного обстрела, он эвакуировал своих товарищей и получил смертельное ранение.

## Награды
- Звание «Герой Украины» с удостоением ордена «Золотая Звезда» (24 февраля 2024, посмертно) — за личное мужество и героизм, проявленные в защите государственного суверенитета и территориальной целостности Украины, верность военной присяге[2].